# Telečka (région)
Pour les articles homonymes, voir Telečka.

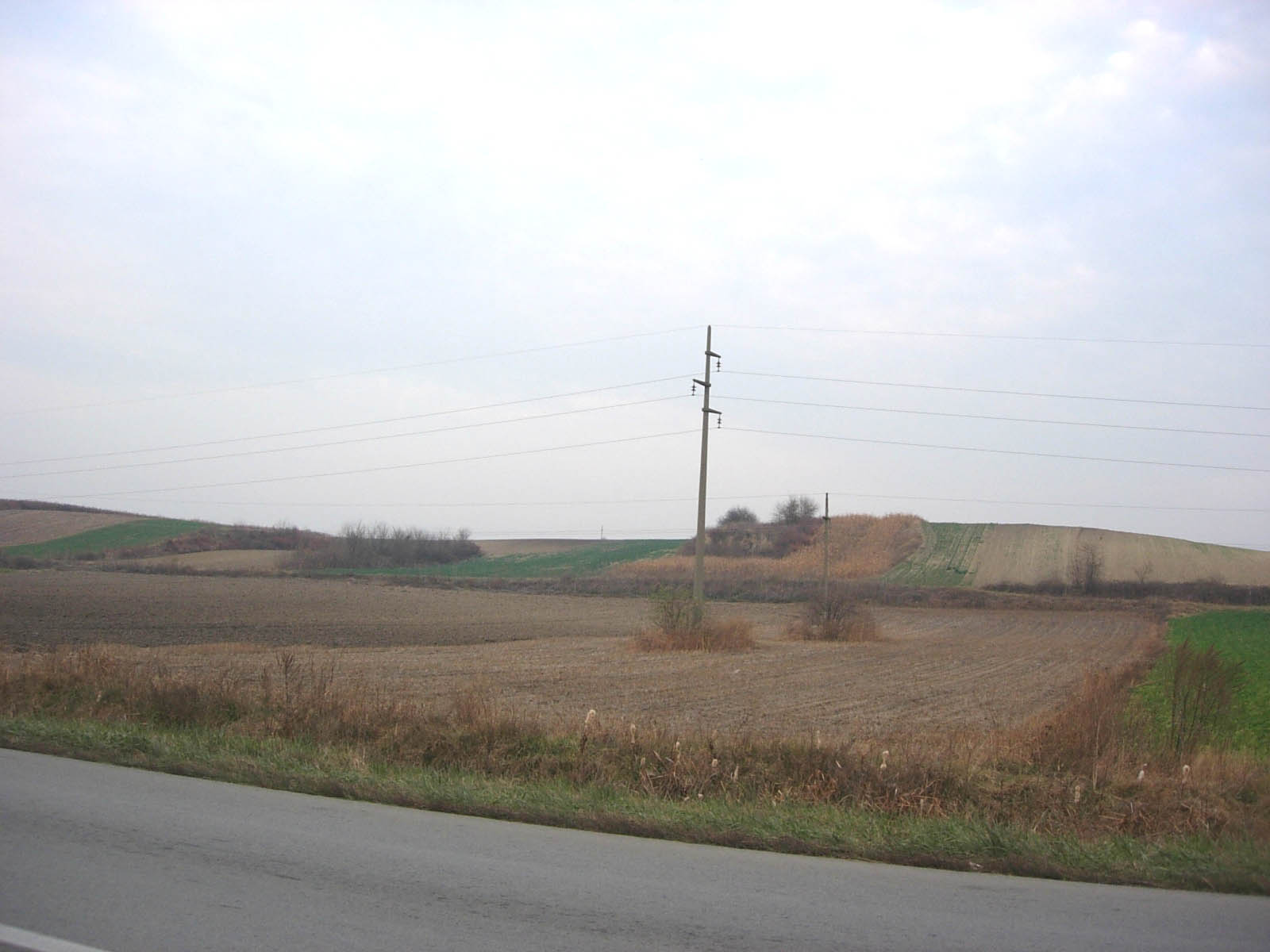
Les dunes de la Telečka près de Sivac

La Telečka (en serbe Alphabet cyrillique serbe : Телечка) est une petite région géographique du nord de la Serbie, dans la province autonome de Voïvodine. Elle est située au nord-ouest de la Bačka, dont elle est considérée comme un sous-ensemble. Un village lui aussi nommé Telečka, se trouve dans cette région. 

## Géographie
La Telečka est située entre les villes de Subotica, Sombor et Vrbas.

## Géologie
La Telečka est constituée d'une terrasse de lœss. On y trouve aussi de nombreuses dunes de sable qui, sans être aussi infertiles que celles de la Deliblatska peščara, se révèlent peu propices à l'agriculture.